# Черепаха піщанопанцирна
Черепаха піщанопанцирна (Myuchelys latisternum) — вид черепах з роду Водяна кусюча черепаха родини Змієшиї черепахи.

## Опис
Загальна довжина карапаксу досягає 28—29 см. Голова велика та широка. На підборідді присутні 2 вусика, а на шиї є довгі горбики. Карапакс широкий та овальний. На ньому розташовано хребетний жолобок, а у молодих черепах на панцирі є невеликий кіль. Пластрон довгий та вузький, залишає велику частину карапакса відкритою.
Забарвлення голови, шиї та кінцівок коливається від коричневого до оливково-сірого або темно-коричневого. Колір карапаксу коливається від оливкового до коричневого з темними цяточками. Пластрон забарвлено від кремового до жовтого з коричневим пігментам по краях щитків.

## Спосіб життя
Полюбляє ріки, струмки, болота й лагуни. При небезпеці стає агресивною і боляче кусається. Також може виділяти відразливий запах за допомогою своїх мускусних залоз. Харчується молюсками, водними комахами, жабами і лангустами.
Під час залицяння самець наближається до самиці, похитуючи головою, потім торкається своїм хобітком до її клоакальної області і пливе до морди самиці, намагаючись зблизити її вусики зі своїми. Далі він намагається погладжувати її вусики та чіплятися за неї передніми лапами й кігтями. Відкладання яєць починається у вересні і продовжується до грудня. У кладці, яких може бути декілька, 9—17 яєць. Яйця мають тендітну шкаралупу та видовжену форму: 25,4—40,8 × 18,2—29,8 мм. Інкубація триває 54—60 діб при температурі 29 °C.

## Розповсюдження
Мешкає на сході Австралії від мису Йорк через весь Квінсленд до півночі Нового Південного Уельсу.